# Tiberio Cerasi
Tiberio Cerasi est un homme d’Église romain né à Rome en 1544 et mort à Frascati le 3 mai 1601, trésorier général de la Chambre apostolique.

## Biographie
Tiberio Cerasi naît en 1544. Après des études de droit et un premier parcours de juriste à la cour pontificale, il embrasse la carrière ecclésiastique, puis s'élève jusqu'à atteindre le rang de trésorier général de la Chambre apostolique,. 
Son nom passe à la postérité essentiellement grâce à la chapelle qu'il acquiert dans l'église Santa Maria del Popolo à Rome, afin de s'y faire inhumer : il passe alors commande à Annibale Carrache et à Caravage pour effectuer les décorations de cette chapelle, dite « chapelle Cerasi »,. Caravage, en particulier, y installe deux de ses toiles les plus célèbres qui s'y trouvent toujours : La Conversion de saint Paul et Le Crucifiement de saint Pierre.